# Chambain
Chambain ist eine französische Gemeinde mit 28 Einwohnern (Stand 1. Januar 2022) im Département Côte-d’Or in der Region Bourgogne-Franche-Comté. Sie gehört zum Kanton Châtillon-sur-Seine und zum Arrondissement Montbard.
Nachbargemeinden sind Faverolles-lès-Lucey im Nordwesten, Gurgy-le-Château im Norden, Buxerolles im Osten, Colmier-le-Haut im Südosten, Colmier-le-Bas im Süden, Menesble im Südwesten und Recey-sur-Ource im Westen.

## Bevölkerungsentwicklung
| Jahr                       | 1962 | 1968 | 1975 | 1982 | 1990 | 1999 | 2008 | 2016 |
| -------------------------- | ---- | ---- | ---- | ---- | ---- | ---- | ---- | ---- |
| Einwohner                  | 66   | 47   | 46   | 49   | 36   | 39   | 30   | 31   |
| Quellen: Cassini und INSEE |      |      |      |      |      |      |      |      |

## Sehenswürdigkeiten

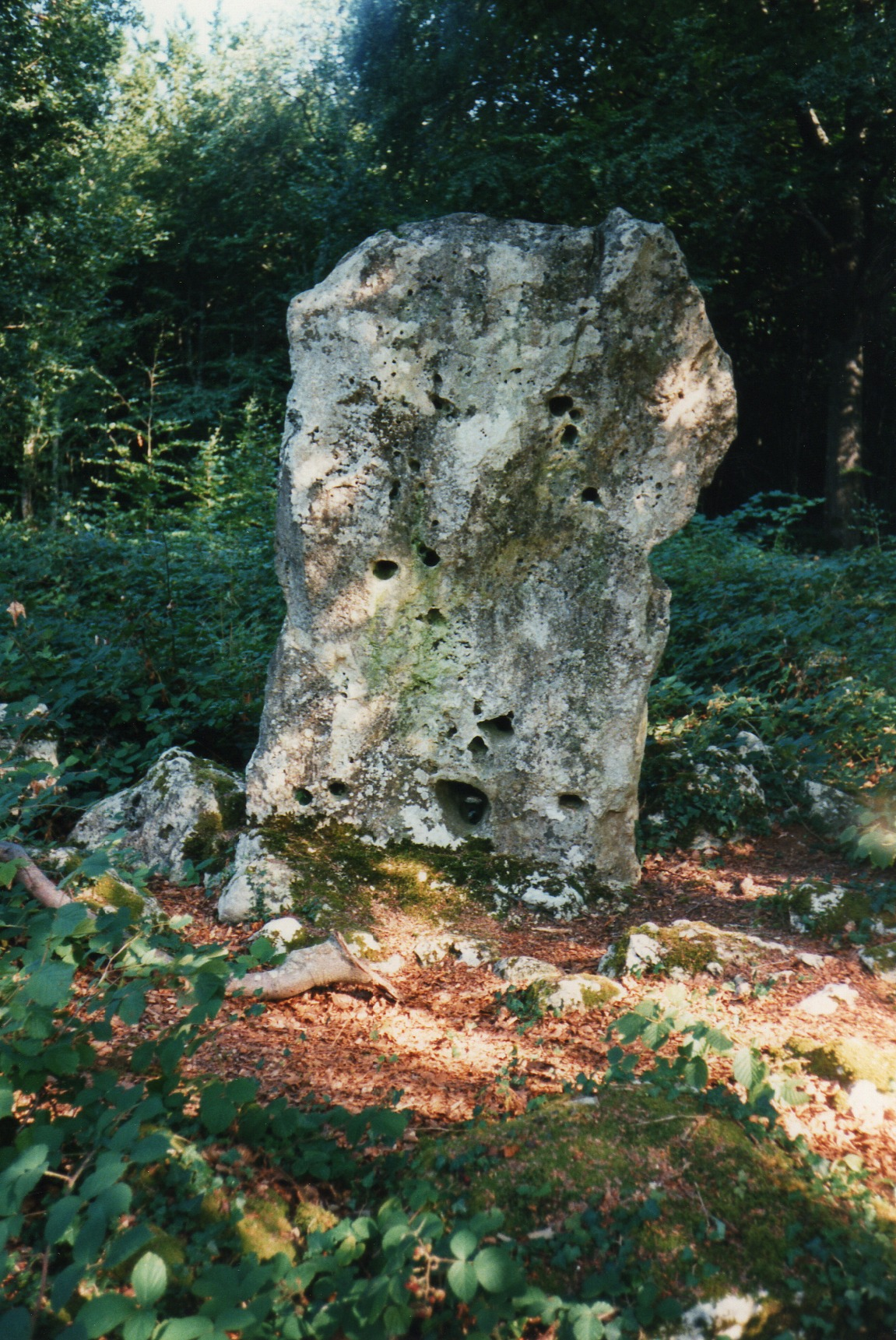
Menhir Le Cheval Gris, Monument historique seit 1923

Der Menhir Le Cheval Gris (dt. Graues Pferd) wurde 1923 als Monument historique ausgewiesen. Er misst 2,3 × 1,6 m und steht in der Nähe des Tumulus Bosse-de-Menley.